# United States Marine Corps War Memorial

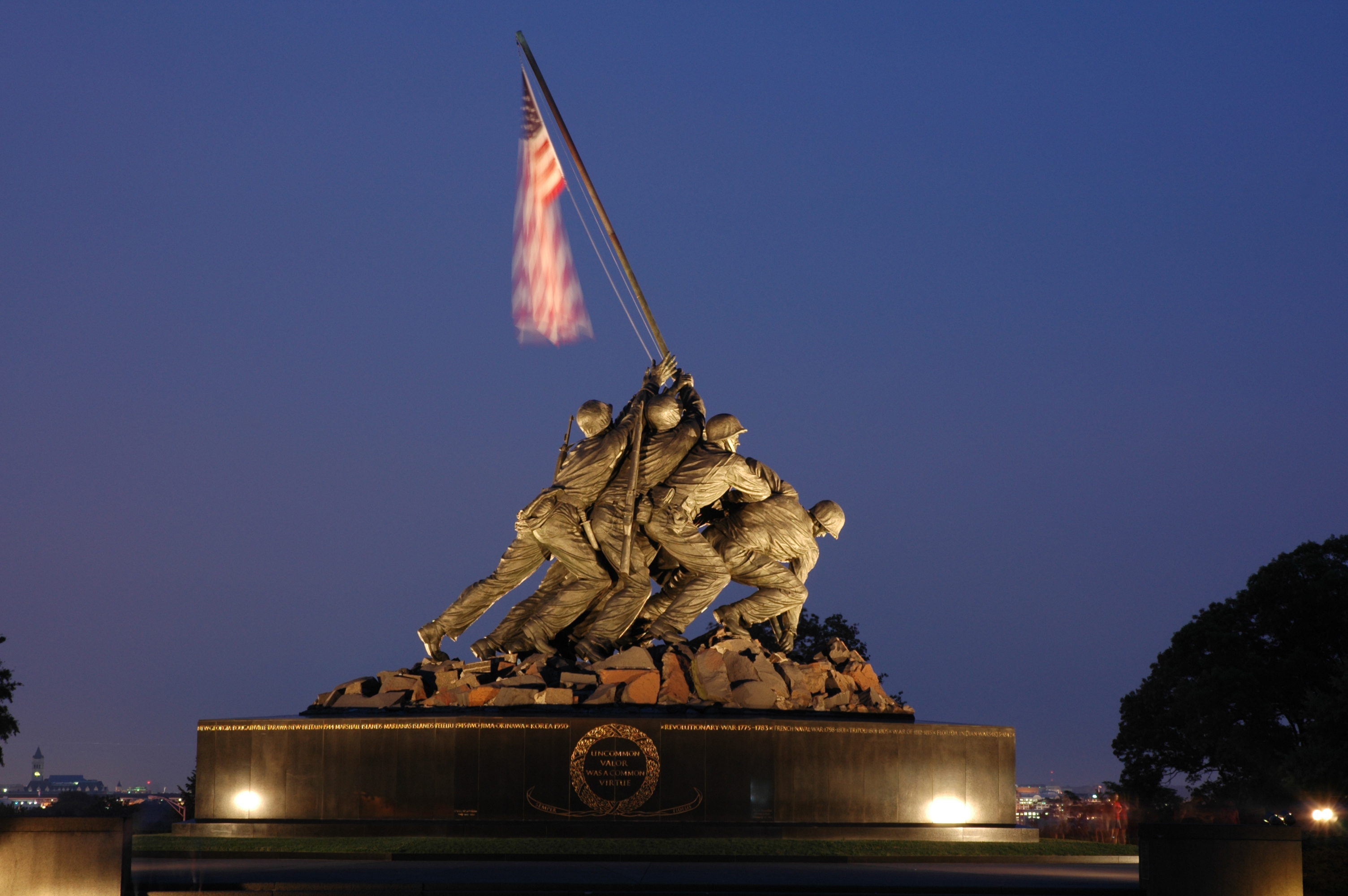
US Marine Corps War Memorial

Das US Marine Corps War Memorial ist ein 1954 errichtetes, von Felix de Weldon entworfenes Kriegerdenkmal. Es grenzt an den Nationalfriedhof Arlington in Rosslyn, Virginia. Nur der Potomac River trennt es von der Hauptstadt Washington. Das Denkmal ist allen Angehörigen des United States Marine Corps gewidmet, die seit seiner Gründung 1775 fielen.

## Ursprung
Die Bronzestatue stellt das Hissen der amerikanischen Flagge durch PFC Ira Hayes, PFC Harold Schultz, Sgt Michael Strank, Cpl Harlon Block, PFC Franklin Sousley und PFC Rene Gagnon auf dem Suribachi am südlichen Ende der Insel Iwojima, während der Schlacht um die Insel, am 23. Februar 1945 dar. Erst im Juni 2016 wurde ein Fehler bei der Identifizierung der beteiligten Soldaten erkannt und korrigiert. Auf dem Foto hatte man PhM2c John Bradley, der nicht am Hissen der zweiten Flagge beteiligt war, mit Sousley verwechselt. Der als Sousley identifizierte Marine war in Wirklichkeit Harold Henry Schultz.
Die Szenerie wurde durch den Kriegsfotografen Joe Rosenthal auf dem Foto Raising the Flag on Iwo Jima festgehalten, das später mit dem Pulitzer-Preis prämiert wurde und als eine der berühmtesten Kriegsfotografien überhaupt gilt. Später stellte sich heraus, dass vor der Entstehung des Fotos bereits eine erste, kleinere Flagge gehisst wurde und das Foto eigentlich nur den Austausch dieser Flagge zeigt.

## Entstehung
Felix Weihs de Weldon, ein Bildhauer, der in der US Navy gedient hat, stellte später die Szene des Fotos erst in einem Modell und danach in einer lebensgroßen Statue nach. Die Statue an sich entstand in insgesamt drei Jahren aus 108 Teilen in der Bedi-Rassy Kunstgießerei in Brooklyn, New York. Der gesamte Kostenaufwand von 850.000 USD wurde durch Spenden gedeckt. Heute wird das Memorial vom National Park Service verwaltet.

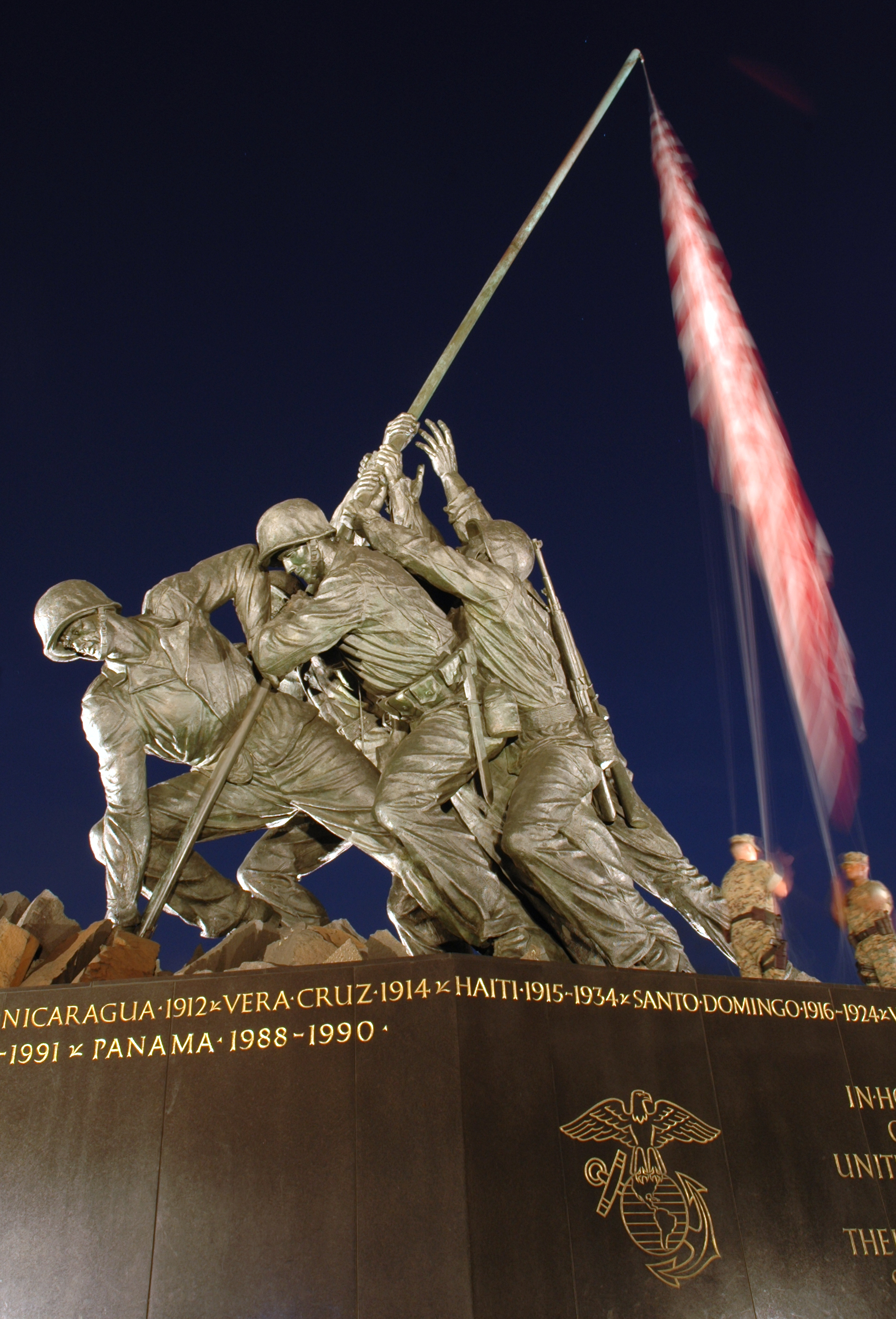
Die Flagge weht Tag und Nacht.

1951 begann die Arbeit an der Statue. Mit der Errichtung wurde im September 1954 begonnen und Präsident Dwight D. Eisenhower widmete es am 10. November 1954, dem 179. Jahrestag des Marine Corps, den genannten Gefallenen. Die dargestellten Soldaten ragen 10 m, die Fahnenstange sogar 20 m in die Höhe. In der Granitplattform sind zwei Einprägungen zu finden:
- "In honor and in memory of the men of the United States Marine Corps who have given their lives to their country since November 10, 1775."

"Zur Ehre und zum Andenken an die Männer des US Marine Corps, die seit dem 10. November 1775 ihr Leben für ihr Land gegeben haben."
- "Uncommon Valor was a Common Virtue."

"Außergewöhnlicher Mut war eine gewöhnliche Tugend" (Ein Tribut von Admiral Chester W. Nimitz an die kämpfenden Männer auf Iwojima.)
Auf der Plattform sind ebenfalls die Orte und Zeiten jeder großen Marine Corps Operation verzeichnet. 1961 beschloss Präsident John F. Kennedy, dass sowohl am Tag als auch in der Nacht eine US-Flagge auf dem Mahnmal wehen sollte.
Das Originalmodell der Statue steht heute in Harlingen, Texas in der Marine Military Academy, einer privaten, vom Marine Corps inspirierten Militärakademie.
Das National Iwo Jima Memorial in Newington, Connecticut nutzt ein ähnliches Design und ist den 6821 Männern gewidmet, die in der Schlacht von Iwojima gefallen sind.
1968 zitierte wiederum der US-amerikanische Künstler und Bildhauer Edward Kienholz die heroisierende Soldatengruppe in seinem Environment Das transportable Kriegerdenkmal. Das Werk befindet sich im Museum Ludwig in Köln.